# BUZZ DRIVE
BUZZ DRIVE（バズ・ドライヴ）は、CROSS FMで放送されていたラジオ番組。1997年4月～1998年3月の毎週金曜日21:00～24:00、北九州本社第1スタジオから生放送された。ナビゲーターはYUYAが務めた。

## ナビゲーター
- YUYA

この番組で同局のナビゲーターデビュー。番組終了後は「SATURDAY AIR DRIVE」をはじめとして、相越久枝とのコンビで番組を担当するようになる。

## 主なコーナー
- JRA SOUNDTRACKS（22:00～22:30）

スポンサーはJRA日本中央競馬会。このコーナーのみ中島ヒロトがナビゲーターを務めていた（このコーナーのみ録音で放送）。
毎週JRAの各競馬場で行われた重賞競走の結果や展望などを、最新のJ-POPソングと織り交ぜて紹介。特に小倉競馬場で開催される競走やイヴェントを重点的に紹介した。
番組終了後は「GROOVE TRAIN 9to0」に引き継がれた。
| CROSS FM 金曜日夜のワイド番組 | CROSS FM 金曜日夜のワイド番組 | CROSS FM 金曜日夜のワイド番組 |
| 前番組                        | 番組名                        | 次番組                        |
| ----------------------------- | ----------------------------- | ----------------------------- |
| NAXL BOMBER                   | BUZZ DRIVE                    | GROOVE TRAIN 9to0             |